# Туристички водич
Туристички водич је радник у туризму који предводи организоване групе туриста и посетилаца по локацијама туристичких дестинација, знаменитим културно-историјским местима, градовима, музејима, археолошким налазиштима и сл.
Да би се у Србији неко бавио послом туристичког водича мора да поседује лиценцу Министарства економије и регионалног развоја Републике Србије. Такође, предводећи групе туриста, потребно је да поседују специфично знање из области или региона за коју су задужени, односно да буду квалификовани за предмет њиховог излагања.
У Србији туристички водичи су организовани у Националној асоцијацији туристичких водича Србије.

## Одговорности туристичког водича
- Објашњавање и показивање знаменитости одређеног предела
- Пружање информација о историјским догађајима и личностима
- Обављање оперативних послова у вођењу и праћењу туриста
- Давање основних информација туристима, везаних за сврху и план путовања
- Брига о исправама за преласке граница
- Давање практичних савета туристима

## Вештине и особине које би требало да има туристички водич
- Познавање географије
- Знање више страних језика
- Шире знање историјских чињеница
- Познавање различитих култура
- Kомуникативност
- Предусретљивост
- Одличне организационе способности
- Сналажљивост
- Добра физичка кондиција